# مصورسازی جریان

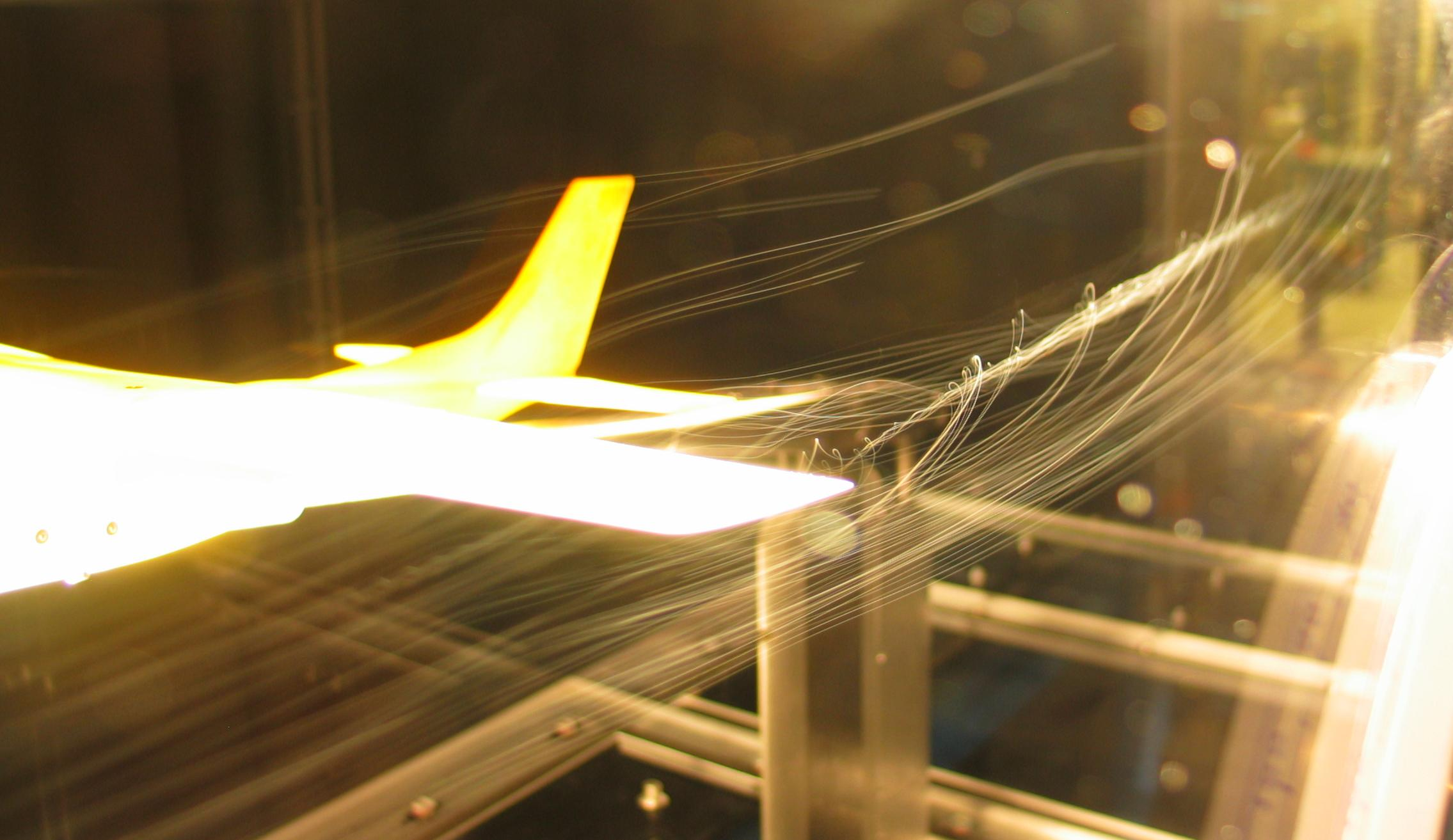
یک مدل سسنا با حباب‌های پر از هلیوم که مسیرهای چرخشی بالگردها را نشان می‌دهد.

مصورسازی جریان در دینامیک سیالات با هدف آشکار ساختن الگوی شاره‌ها به منظور مطالعه کمی یا کیفی آن صورت می‌گیرد.

## معرفی
اکثر سیالات (مانند آب، هوا و …) شفاف هستند. روش‌های مصورسازی جریان، این الگوها را که برای چشم غیر مسلح قابل تشخیص نمی‌باشند را آشکار می‌سازد. تا پیش از توسعه مدل‌های محاسباتی و دینامیک سیالات محاسباتی (CFD) این روش‌ها، محدود به روش‌های تجربی بودند. به عنوان مثال از طریق دینامیک سیالات محاسباتی می‌توان توزیع هوای مطبوع در فضای داخلی یک خودرو را نمایش داد.

## روش‌های مصور سازی
در روش‌های تجربی:
- مصور سازی جریان سطح
- روش تعقیب ذرات[۲]
- روش‌های اپتیکی

در روش‌های علمی:
- روش‌های تحلیلی که ویژگی‌های یک خط جریان را مورد بررسی قرار می‌دهد
- روش‌های Texture advection